# Булгаков, Анатолий Александрович
Анато́лий Алекса́ндрович Булга́ков (14 сентября 1979, Москва) — российский футболист, защитник.

## Клубная карьера
Воспитанник московских клубов Петровский замок и «Локомотива».
В 1999 перебрался в Финляндию, где стал защитником клуба «ТП-47» из Торнио.
В 2003 вместе с командой получил право выступать в Вейскауслиге. В высшем дивизионе клуб из Торнио провёл два сезона, в которых футболист сыграл 47 матчей и отметился одним забитым мячом — 1 сентября 2005 года в ворота «Хаки». В одном из матчей ему удалось выключить из игры знаменитого Яри Литманена.
После семилетнего пребывания в «ТП-47», в 2007 году отдан в аренду клубу «Оулу», сыграл 8 матчей в высшем дивизионе. 11 июля 2007 года арендные отношения были расторгнуты, главной причиной была неудовлетворительная форма российского игрока.
Вернулся обратно в «ТП-47», который в 2009 году вылетел в третий дивизион чемпионата Финляндии. Завершил карьеру по окончании сезона 2016 года.
Сын Данила (род. 2005) тоже стал футболистом.